# Tiszatenyő (stacja kolejowa)
Tiszatenyő (węg. Tiszatenyő vasútállomás) – stacja kolejowa w Tiszatenyő, w komitacie Jász-Nagykun-Szolnok, na Węgrzech. 
Stacja obsługuje wyłącznie pociągi regionalne. 

## Linie kolejowe
- Linia 120 Budapest – Újszász – Szolnok – Lőkösháza
- Linia 130 Szolnok – Hódmezővásárhely – Makó